# Franz Lutz (Polizeipräsident)
Franz Lutz (* 24. Juli 1957 in Stuttgart) ist ein deutscher pensionierter Polizeibeamter und 2013 bis 2022 Präsident des Polizeipräsidiums Stuttgart.

## Beruflicher Werdegang
Franz Lutz nahm 1973 den Polizeidienst in der Landespolizei von Baden-Württemberg im mittleren Dienst bei der Bereitschaftspolizei in Göppingen auf und blieb dort bis 1975. Dann wechselte er in das Polizeipräsidium Stuttgart, die damalige Landespolizeidirektion Stuttgart II. Von 1979 bis 1985 war er bei der Polizeidirektion Reutlingen in der Öffentlichkeitsarbeit tätig. Mit seinem Aufstieg in den gehobenen Polizeivollzugsdienst 1985 übernahm er bis 1988 die Leitung des Sachgebiets Öffentlichkeitsarbeit in Reutlingen. Von 1988 bis 1993 war er in der Landespolizeidirektion Tübingen Leiter des Referats Öffentlichkeitsarbeit. 1993 wurde Franz Lutz in den höheren Dienst übernommen und blieb anschließend bis 2002 im Innenministerium von Baden-Württemberg. Dann wechselte er wieder in die Landespolizeidirektion Tübingen als Leiter des Referats 64 (Führung und Einsatz) und als stellvertretender Leiter der Abteilung für Polizeiliche Aufgaben. Ab 2004 leitete er bei der Polizeidirektion Reutlingen den Führungs- und Einsatzstab und war stellvertretender Leiter der Polizeidirektion. Anschließend leitete er ab 2005 die Polizeidirektion Reutlingen.
Von August 2013 bis Juli 2022 war Franz Lutz Präsident des Polizeipräsidiums Stuttgart. Sein Nachfolger wurde Markus Eisenbraun.